# B-Schraube
Die B-Schraube (B-Screw) ist eine Einstellschraube des Schaltwerks eines Fahrrades. Namentlich wird sie vom Hersteller SRAM sowie vom Marktführer Shimano (dort auch: Spannungseinstellungsschraube B) so genannt. Umgangssprachlich werden jedoch auch die entsprechenden Schrauben in Schaltwerken von Campagnolo so bezeichnet. In der Regel wird die B-Schraube nur  einmalig bzw. gegebenenfalls beim Wechsel auf eine Cassette mit anderen Zähnezahlen eingestellt und bleibt dann in ihrer Position.

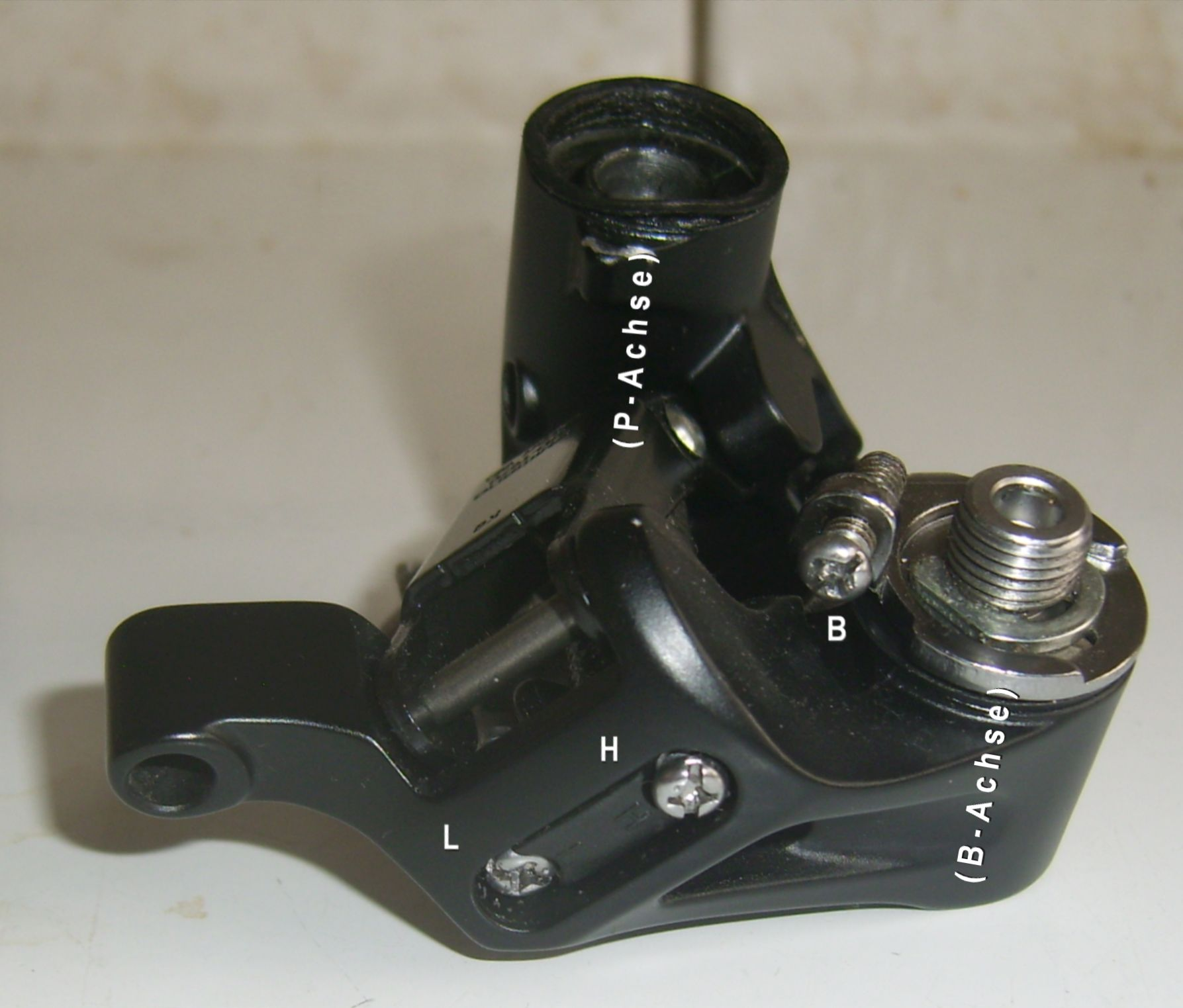
Shimano-Trekkingschaltwerk (T670) mit ausgebautem Käfig, der in die P-Achse (oben) eingeführt wird.
Rechts die B-Achse und die B-Schraube.

## Funktion
Schaltwerke von Shimano und SRAM sind an der sogenannten B-Achse, die zum Schaltauge verläuft, am Schaltauge bzw. an der (gegebenenfalls imaginären) Position des Direct Mount Schaltauges drehbar angebracht. Eine Spiralfeder, die sogenannte B-Feder, spannt sie, von rechts aus gesehen, im Gegenuhrzeigersinn, wo die B-Schraube am Schaltauge den Anschlag bildet.
Hereindrehen der B-Schraube vergrößert den Abstand des größten Ritzels zur Leitrolle des Schaltwerkskäfigs, Herausdrehen verkürzt ihn. Der Abstand wird meistens auf wenige Millimeter eingestellt, sodass sich beide Zahnräder so gerade nicht berühren; bei sehr großen Cassetten wird der Abstand auch per Schablone eingestellt.
Oft wird behauptet, die B-Schraube diene der Einstellung der Umschlingung des kleinsten Ritzels, dies ist jedoch nur eine implizite Folge: Dreht man die B-Schraube, wie für Cassetten mit sehr großen Ritzeln notwendig, sehr weit herein bzw. ersetzt sie gar durch eine längere, so leidet darunter die Umschlingung des kleinsten Ritzels. Aus diesem Grunde werden bei einer Umrüstung auf deutlich größere Ritzelpakete üblicherweise Schaltaugenerweiterungen verbaut, durch die die B-Schraube wieder eine übliche Länge und Position erhalten kann und der Umschlingungswinkel der kleineren Ritzel größer bleibt.
Bei Campagnolo wird die analoge Schraube in technischen Handbüchern mit dem Buchstaben H bezeichnet und die Drehachse des Schaltwerks liegt außerhalb des Schaltauges.